# Pontus Ståhlkloo
Pontus Ståhlkloo (ur. 5 czerwca 1973 w Mora) – szwedzki snowboardzista. Jego najlepszym wynikiem na mistrzostwach świata jest 6. miejsce w snowboardcrossie na mistrzostwach w Madonna di Campiglio. Zajął też 18. miejsce w halfpipe’ie na igrzyskach w Nagano. Najlepsze wyniki w Pucharze Świata osiągnął w sezonie 2000/2001, kiedy to zajął 9. miejsce w klasyfikacji generalnej, a w klasyfikacji snowboardcrossu był pierwszy. Rok wcześniej również zdobył małą kryształową kulę w klasyfikacji halfpipe’a.
W 2002 r. zakończył karierę.

## Sukcesy

### Igrzyska olimpijskie
| Miejsce | Dzień     | Rok  | Miejscowość | Konkurencja | Zwycięzca   |
| ------- | --------- | ---- | ----------- | ----------- | ----------- |
| 18.     | 12 lutego | 1998 | Nagano      | Halfpipe    | Gian Simmen |

### Mistrzostwa Świata
| Miejsce | Dzień       | Rok  | Miejscowość          | Konkurencja    | Zwycięzca           |
| ------- | ----------- | ---- | -------------------- | -------------- | ------------------- |
| 25.     | 24 stycznia | 1997 | San Candido          | Halfpipe       | Fabien Rohrer       |
| 9.      | 26 stycznia | 1997 | San Candido          | Snowboardcross | Helmut Pramstaller  |
| 9.      | 17 stycznia | 1999 | Berchtesgaden        | Snowboardcross | Henrik Jansson      |
| 6.      | 28 stycznia | 2001 | Madonna di Campiglio | Snowboardcross | Guillaume Nantermod |

### Puchar Świata

#### Miejsca w klasyfikacji generalnej
- 1996/1997 - 18.
- 1997/1998 - 32.
- 1998/1999 - 25.
- 1999/2000 - 10.
- 2000/2001 - 9.
- 2001/2002 - -

#### Miejsca na podium
1. Whistler – 14 grudnia 1997 (snowboardcross) - 3. miejsce
2. Olang – 14 marca 1999 (snowboardcross) - 1. miejsce
3. Zell am See – 3 grudnia 1999 (snowboardcross) - 2. miejsce
4. Whistler – 11 grudnia 1999 (snowboardcross) - 3. miejsce
5. Morzine – 8 stycznia 2000 (snowboardcross) - 2. miejsce
6. Sapporo – 20 lutego 2000 (snowboardcross) - 1. miejsce
7. Park City – 3 marca 2000 (snowboardcross) - 3. miejsce
8. San Candido – 12 marca 2000 (snowboardcross) - 1. miejsce
9. Tignes – 17 listopada 2000 (snowboardcross) - 2. miejsce
10. Whistler – 8 grudnia 2000 (snowboardcross) - 1. miejsce
11. Kreischberg – 5 stycznia 2001 (snowboardcross) - 1. miejsce
12. Kreischberg – 6 stycznia 2001 (snowboardcross) - 1. miejsce
13. Ruka – 17 marca 2001 (snowboardcross) - 2. miejsce

- W sumie 6 zwycięstw, 4 drugie i 3 trzecie miejsca.